# Кролик (зодіак)

Рік кролика

Кролик (兔) — є четвертим з 12-річного циклу тварин, ознакою земних гілок характер 卯, які з'являються в китайському зодіаку пов'язаний з китайським календарем. Він характеризується як інь, асоціюється з елементом «дерево», символізує такі якості, як доброта, співчуття, стриманість, але, з іншого боку, нерішучість і боязкість. 
Рік Кролика пов'язаний із символом Земної гілки 卯. елементом Дерева в теорії У-сін та в традиційній китайській медицині з Інь печінки та емоціями й чеснотами доброти та надії.
У в'єтнамському зодіаку та зодіаку народу гурунг, кіт займає місце кролика. У зодіаку малайського народу місце кролика займає Напові.
Час доби під управлінням Кролика: 05.00-07.00.
Відповідний знак Зодіаку: Риби

## Роки і п'ять елементів
Люди, що народилися в ці діапазони цих дат відносяться до категорії народилися в «рік кролика»:
- 29 січня 1903 — 15 лютого 1904, рік Водяного Кролика.
- 14 лютого 1915 — 2 лютого 1916, рік Дерев'яного Кролика.
- 2 лютого 1927 — 22 січня 1928, рік Вогненного Кролика.
- 19 лютого 1939 — 7 лютого 1940, рік Земляного Кролика.
- 6 лютого 1951 — 26 січня 1952, рік Металевого Кролика.
- 25 січня 1963 — 12 лютого 1964, рік Водяного Кролика.
- 11 лютого 1975 — 30 січня 1976, рік Дерев'яного Кролика.
- 29 січня 1987 — 16 лютого 1988, рік Вогненного Кролика.
- 16 лютого 1999 — 4 лютого 2000, рік Земляного Кролика.
- 3 лютого 2011 — 22 січня 2012, рік Металевого Кролика.
- 22 січня 2023 — 9 лютого 2024, рік Водяного Кролика.
- 8 лютого 2035 — 27 січня 2036, рік Дерев'яного Кролика.